# Onthophagus ventrosus
Onthophagus ventrosus là một loài bọ cánh cứng trong họ Bọ hung (Scarabaeidae).